# Niamina East
Il distretto di Niamina East è un distretto del Gambia nella Divisione del Central River con  19.034 abitanti al censimento del 2003.

## Società

### Evoluzione demografica
In base ai dati del censimento 1993 la popolazione del distretto era così suddivisa dal punto di vista etnico:
| Etnia       | Abitanti | %     |
| ----------- | -------- | ----- |
| Mandingo    | 3.773    | 27,22 |
| Fulani      | 3.627    | 26,16 |
| Wolof       | 5.857    | 42,25 |
| Jola        | 77       | 0,56  |
| Serahule    | 135      | 0,97  |
| Altre etnie | 394      | 2,84  |